# マイケル・ララビー
マイケル・ララビー（Michael ("Mike") Denny Larrabee, 1933年12月2日 - 2003年4月22日）は、アメリカ合衆国カリフォルニア州ベンチュラ出身の陸上競技選手。1964年東京オリンピックの金メダリストである。

## 経歴
ララビーは、若い頃から才能ある選手であった。1952年に陸上競技での奨学金をもらい南カリフォルニア大学に進学。地質学を専攻し大学を卒業した。彼の競技人生は度重なるけがにより十分に活躍できないままであったが、30歳になりトレーニング方法を変えたことでそれ以後すばらしい成績を残していった。
ララビーは、1964年に東京オリンピックの代表選考会の400mにおいて、44.9秒の世界タイ記録でオリンピック行きを決める。そして、オリンピックの400mの決勝、第4コーナーを回り最後の直線に出たとき5番目に位置していたが、最後にスプリントが爆発。45.1秒で金メダルを獲得した。さらに、4×400mリレーにもアメリカの第2走者として出場。3分0秒7の世界新記録で2個目の金メダルを獲得した。
東京オリンピックの後、ララビーは、数学の教師、兄弟とともに飲料会社の経営に従事する。また、米国のアディダスの陸上用シューズ部門の代表を一時期務めており、スポーツ界との関係を維持していた。
ララビーは、競技から引退した後も、テニス、スキューバダイビング、スキー、ハイキングや登山と非常に行動的に生活していた。
2001年に、すい臓がんで余命数週間と診断された後も、化学療法を取り入れ、2年間生存し、2003年にこの世を去った。同年アメリカ陸上殿堂入りを果たしている。

## 主な実績
| 年   | 大会         | 場所         | 種目         | 結果 | 記録     |
| ---- | ------------ | ------------ | ------------ | ---- | -------- |
| 1964 | オリンピック | 東京（日本） | 400m         | 1位  | 45秒1    |
| 1964 | オリンピック | 東京（日本） | 4×400mリレー | 1位  | 3分00秒7 |